# Eleições autárquicas de 2009 no Funchal
As eleições autárquicas de 2009 serviram para eleger os membros dos diferentes órgãos do poder local do concelho do Funchal.
O Partido Social Democrata voltou, mais uma vez, a vencer as eleições com grande facilidade ao obter mais de 50% dos votos e 7 vereadores.
Quanto a oposição, ficou fragmentada com nenhum dos partidos de oposição a obter mais de 14% dos votos.

## Resultados Oficiais
Os resultados para os diferentes órgãos do poder local no concelho do Funchal foram os seguintes:

### Câmara Municipal
| Partido                 | Partido                        | Votos   | %               | +/-   | Vereadores | +/-     |
| ----------------------- | ------------------------------ | ------- | --------------- | ----- | ---------- | ------- |
|                         | Partido Social Democrata       | 29 227  | 52,20 / 100,00  | 1,97  | 7 / 11     | 1       |
|                         | Partido Socialista             | 7 584   | 13,54 / 100,00  | 11,61 | 1 / 11     | 2       |
|                         | CDS – Partido Popular          | 5 617   | 10,03 / 100,00  | 2,23  | 1 / 11     | Estável |
|                         | Partido da Nova Democracia     | 4 737   | 8,46 / 100,00   | -     | 1 / 11     | -       |
|                         | Coligação Democrática Unitária | 3 846   | 6,87 / 100,00   | 1,46  | 1 / 11     | Estável |
|                         | Bloco de Esquerda              | 2 433   | 4,35 / 100,00   | 0,67  | 0 / 11     | Estável |
|                         | Partido da Terra               | 1 166   | 2,08 / 100,00   | -     | 0 / 11     | -       |
| Votos Inválidos         | Votos Inválidos                | 1 382   | 2,47 / 100,00   | 0,98  |            |         |
| Total                   | Total                          | 55 992  | 100,00 / 100,00 |       | 11 / 11    |         |
| Eleitorado/Participação | Eleitorado/Participação        | 106 155 | 52,75 / 100,00  | 5,04  |            |         |

### Assembleia Municipal
| Partido                 | Partido                        | Votos   | %               | +/-   | Deputados | +/- |
| ----------------------- | ------------------------------ | ------- | --------------- | ----- | --------- | --- |
|                         | Partido Social Democrata       | 27 607  | 49,33 / 100,00  | 0,68  | 18 / 33   | 1   |
|                         | Partido Socialista             | 7 721   | 13,80 / 100,00  | 11,09 | 5 / 33    | 4   |
|                         | CDS – Partido Popular          | 6 059   | 10,83 / 100,00  | 2,78  | 4 / 33    | 2   |
|                         | Partido da Nova Democracia     | 5 046   | 9,02 / 100,00   | -     | 3 / 33    | -   |
|                         | Coligação Democrática Unitária | 4 194   | 7,49 / 100,00   | 1,68  | 2 / 33    | 1   |
|                         | Bloco de Esquerda              | 2 694   | 4,81 / 100,00   | 0,81  | 1 / 33    | 1   |
|                         | Partido da Terra               | 1 230   | 2,20 / 100,00   | -     | 0 / 33    | -   |
| Votos Inválidos         | Votos Inválidos                | 1 547   | 2,43 / 100,00   | 1,20  |           |     |
| Total                   | Total                          | 55 963  | 100,00 / 100,00 |       | 33 / 33   |     |
| Eleitorado/Participação | Eleitorado/Participação        | 106 155 | 52,72 / 100,00  | 5,31  |           |     |

### Juntas de Freguesia
| Partido                 | Partido                        | Votos   | %               | +/-  | Presidentes | Presidentes | Mandatos  | +/- |
| ----------------------- | ------------------------------ | ------- | --------------- | ---- | ----------- | ----------- | --------- | --- |
|                         | Partido Social Democrata       | 29 958  | 53,48 / 100,00  | 2,50 | 10 / 10     | Estável     | 87 / 138  | 9   |
|                         | Partido Socialista             | 8 834   | 15,77 / 100,00  | 8,56 | 0 / 10      | Estável     | 20 / 138  | 16  |
|                         | CDS – Partido Popular          | 6 455   | 11,52 / 100,00  | 4,13 | 0 / 10      | Estável     | 17 / 138  | 9   |
|                         | Coligação Democrática Unitária | 4 368   | 7,80 / 100,00   | 0,87 | 0 / 10      | Estável     | 9 / 138   | 1   |
|                         | Bloco de Esquerda              | 3 192   | 5,70 / 100,00   | 0,69 | 0 / 10      | Estável     | 5 / 138   | 5   |
|                         | Partido da Terra               | 1 634   | 2,92 / 100,00   | -    | 0 / 10      | Estável     | 0 / 138   | -   |
| Votos Inválidos         | Votos Inválidos                | 1 574   | 2,81 / 100,00   | 0,81 |             |             |           |     |
| Total                   | Total                          | 56 015  | 100,00 / 100,00 |      | 10 / 10     |             | 138 / 138 | 6   |
| Eleitorado/Participação | Eleitorado/Participação        | 106 155 | 52,77 / 100,00  | 5,08 |             |             |           |     |

## Resultados por Freguesia

### Câmara Municipal
| Freguesia                  | %     | %     | %     | %     | %    | %    | %    | Votantes |
| Freguesia                  | PSD   | PS    | CDS   | PND   | CDU  | BE   | MPT  | Votantes |
| -------------------------- | ----- | ----- | ----- | ----- | ---- | ---- | ---- | -------- |
| Imaculado Coração de Maria | 51,10 | 13,89 | 10,84 | 9,79  | 5,44 | 4,98 | 1,90 | 3 311    |
| Monte                      | 52,72 | 14,43 | 9,15  | 7,54  | 6,97 | 3,28 | 3,69 | 3 714    |
| Santa Luzia                | 51,06 | 14,55 | 10,91 | 10,72 | 5,16 | 4,45 | 1,10 | 3 079    |
| Santa Maria Maior          | 47,66 | 15,81 | 11,44 | 9,10  | 6,25 | 4,88 | 2,06 | 7 316    |
| Santo António              | 53,64 | 12,06 | 8,71  | 6,76  | 9,94 | 3,99 | 2,28 | 13 186   |
| São Gonçalo                | 53,86 | 14,92 | 9,41  | 7,13  | 5,56 | 4,81 | 1,74 | 3 325    |
| São Martinho               | 52,62 | 13,25 | 10,57 | 9,50  | 5,21 | 4,66 | 1,86 | 11 964   |
| São Pedro                  | 47,06 | 14,84 | 12,16 | 10,50 | 6,49 | 4,95 | 1,46 | 3 619    |
| São Roque                  | 57,92 | 11,98 | 7,78  | 6,13  | 7,40 | 3,72 | 2,53 | 5 216    |
| Sé                         | 50,24 | 11,89 | 13,71 | 13,71 | 4,04 | 2,85 | 1,19 | 1 262    |
| Funchal                    | 52,20 | 13,54 | 10,03 | 8,46  | 6,87 | 4,35 | 2,08 | 55 992   |

### Assembleia Municipal
| Freguesia                  | %     | %     | %     | %     | %     | %    | %    | Votantes |
| Freguesia                  | PSD   | PS    | CDS   | PND   | CDU   | BE   | MPT  | Votantes |
| -------------------------- | ----- | ----- | ----- | ----- | ----- | ---- | ---- | -------- |
| Imaculado Coração de Maria | 47,96 | 13,10 | 12,55 | 10,57 | 5,79  | 5,30 | 2,01 | 3 282    |
| Monte                      | 49,35 | 14,84 | 10,04 | 8,48  | 7,46  | 3,74 | 3,72 | 3 714    |
| Santa Luzia                | 48,62 | 14,91 | 11,37 | 11,50 | 5,55  | 4,90 | 1,33 | 3 079    |
| Santa Maria Maior          | 44,51 | 16,24 | 12,36 | 9,31  | 6,94  | 5,51 | 2,43 | 7 316    |
| Santo António              | 50,53 | 12,20 | 9,34  | 7,36  | 10,92 | 4,51 | 2,52 | 13 186   |
| São Gonçalo                | 49,41 | 15,82 | 10,26 | 8,48  | 6,29  | 5,26 | 1,83 | 3 325    |
| São Martinho               | 49,38 | 13,73 | 11,53 | 10,11 | 5,80  | 5,19 | 1,80 | 11 964   |
| São Pedro                  | 45,18 | 14,70 | 12,79 | 10,83 | 6,99  | 5,42 | 1,38 | 3 619    |
| São Roque                  | 57,61 | 12,10 | 7,76  | 6,12  | 7,52  | 3,83 | 2,55 | 5 216    |
| Sé                         | 46,99 | 12,04 | 15,77 | 13,87 | 4,75  | 3,17 | 1,27 | 1 262    |
| Funchal                    | 49,33 | 13,80 | 10,83 | 9,02  | 7,49  | 4,81 | 2,20 | 55 963   |

### Juntas de Freguesia
| Freguesia                  | 2005-2009 | 2005-2009                | 2005-2009      | 2009-2013 | 2009-2013                | 2009-2013      |
| -------------------------- | --------- | ------------------------ | -------------- | --------- | ------------------------ | -------------- |
| Imaculado Coração de Maria |           | Partido Social Democrata | 50,93 / 100,00 |           | Partido Social Democrata | 51,54 / 100,00 |
| Monte                      |           | Partido Social Democrata | 57,20 / 100,00 |           | Partido Social Democrata | 53,37 / 100,00 |
| Santa Luzia                |           | Partido Social Democrata | 49,65 / 100,00 |           | Partido Social Democrata | 54,76 / 100,00 |
| Santa Maria Maior          |           | Partido Social Democrata | 46,48 / 100,00 |           | Partido Social Democrata | 47,47 / 100,00 |
| Santo António              |           | Partido Social Democrata | 51,70 / 100,00 |           | Partido Social Democrata | 53,37 / 100,00 |
| São Gonçalo                |           | Partido Social Democrata | 47,50 / 100,00 |           | Partido Social Democrata | 54,68 / 100,00 |
| São Martinho               |           | Partido Social Democrata | 49,46 / 100,00 |           | Partido Social Democrata | 54,30 / 100,00 |
| São Pedro                  |           | Partido Social Democrata | 45,69 / 100,00 |           | Partido Social Democrata | 48,44 / 100,00 |
| São Roque                  |           | Partido Social Democrata | 61,05 / 100,00 |           | Partido Social Democrata | 63,86 / 100,00 |
| Sé                         |           | Partido Social Democrata | 54,37 / 100,00 |           | Partido Social Democrata | 52,46 / 100,00 |